# Euroliga 2012./13.
Ovo je 56. izdanje elitnog europskog klupskog košarkaškog natjecanja. Sudjeluju 24 momčadi (31 s kvalifikacijama). Hrvatski predstavnik Cedevita Zagreb ispao je u skupini. Nakon natjecanja po skupinama (četiri skupine po šest, četiri idu dalje), formirane su dvije skupine po osam nakon čega slijedi doigravanje pa završni turnir. Završni turnir bit će održan u Londonu od 10. do 12. svibnja 2013. Branitelj naslova je Olympiacos.